# Shimazu Toyohisa
Shimazu Toyohisa est un nom japonais traditionnel ; le nom de famille (ou le nom d'école), Shimazu, précède donc le prénom (ou le nom d'artiste).
Shimazu Toyohisa (島津 豊久, né en 1570 et mort le 21 octobre 1600), fils de Shimazu Iehisa et neveu de Shimazu Yoshihiro, prénom d'enfance Hōjūmaru, est un samouraï, membre du clan Shimazu.

## Biographie
Il participe à la campagne de Kyūshū en 1587 sous le commandement de son oncle, Shimazu Yoshihiro contre les Toyotomi. Il lutte courageusement mais est pris dans une embuscade près de la route quand il charge. Il est sauvé par son oncle.
Il participe à la bataille de Sekigahara en 1600, où il est tué vers la fin de la bataille, en gagnant du temps pour la retraite de son oncle et des quelque 100 ou 200 samouraïs de Satsuma survivants. Pour aider Shimazu Yoshihiro à s'échapper du camp de bataille, Toyohisa aurait pris le haori rouge de son oncle et se serait fait passer pour lui aux yeux des troupes ennemies. Avides de s'emparer de la tête d'un général ennemi afin d'en être récompensés, les soldats ennemis auraient détourné leur attention des troupes Shimazu en train de s'enfuir et se seraient concentrés sur l'héroïque Toyohisa, qui serait parvenu à tuer au moins dix soldats ennemis avant d'être finalement emporté par le nombre. Une théorie populaire prétend qu'il aurait été tué par une volée de flèches, à l'instar de Benkei, ses ennemis n'osant pas l'approcher.
Sa femme est la fille de Shimazu Tadanaga, cousin et karō de Shimazu Yoshihisa.

## Shimazu Toyohisa dans la culture populaire
Shimazu Toyohisa est le personnage principal de Drifters, le manga de Kōta Hirano, où il se bat aux côtés d'Oda Nobunaga et d'autres figures historiques dans un monde imaginaire.

## Source de la traduction
- (en) Cet article est partiellement ou en totalité issu de l’article de Wikipédia en anglais intitulé « Shimazu Toyohisa » (voir la liste des auteurs).